# Bathyedithia berkeleyi
Bathyedithia berkeleyi är en ringmaskart som först beskrevs av Levenstein 1971.  Bathyedithia berkeleyi ingår i släktet Bathyedithia och familjen Polynoidae. Inga underarter finns listade i Catalogue of Life.